# Ceuthophilus peninsularis
Ceuthophilus peninsularis är en insektsart som beskrevs av Rehn, J.A.G. och Morgan Hebard 1914. Ceuthophilus peninsularis ingår i släktet Ceuthophilus och familjen grottvårtbitare. Inga underarter finns listade i Catalogue of Life.